# La Grée-Saint-Laurent
La Grée-Saint-Laurent é uma comuna francesa na região administrativa da Bretanha, no departamento Morbihan. Estende-se por uma área de 7,97 km². Em 2010 a comuna tinha 332 habitantes (densidade: 41,7 hab./km²).